# Clive Merrison
Clive Merrison (nacido el 15 de septiembre de 1945) es un actor británico de cine, televisión, teatro y radio. Se formó en el Rose Bruford College. Es mejor conocido por su larga interpretación de Sherlock Holmes en BBC Radio, habiendo interpretado el papel en los 64 episodios de la serie de dramatizaciones de Sherlock Holmes de 1989-1998, y en los 16 episodios de The Further Adventures of Sherlock Holmes (2002-2010). 

## Televisión
Ha realizado numerosas apariciones en televisión. Apareció como Borís Sávinkov, el comandante ruso en la serie Reilly: Ace of Spies (1983), protagonizada por Sam Neill como Reilly. Ha aparecido dos veces en papeles secundarios en Doctor Who, en The Tomb of the Cybermen (1967) y Paradise Towers (1987). También ha aparecido en Sí ministro, Kit Curran, The Labors of Erica, Bergerac, Mann's Best Friends, Double First, Drop the Dead Donkey, Time Riders, Pie in the Sky, The Tomorrow People, Mortimer's Law, The Bill, Believe Nothing, Midsomer Murders, Foyle's War, Lewis y The Brief. Interpretó al padre de Mark en el especial navideño de Peep Show del 2010 y también interpretó a Clement Attlee en la película para televisión del 2012 Bert and Dickie. También ha realizado trabajos de voz como aparición especial en las series animadas infantiles Testament: The Bible in Animation y Shakespeare: The Animated Tales.

## Teatro
Interpretó a Antonin Artaud en los estrenos en Roma y Londres de la obra de Charles Marowitz, Artaud at Rodez. También interpretó al director en las producciones originales del National Theatre y Broadway de la exitosa obra de Alan Bennett, The History Boys, que ganó 6 premios Tony y un Oliver a la mejor obra nueva. Merrison fue miembro de la Compañía National Theatre de Laurence Olivier en la década de 1970 y de la Royal Shakespeare Company, en el Teatro Real de Shakespeare en Stratford-on-Avon.

## Películas
Merrison interpretó al padre en pantalla de Kate Winslet en la película Criaturas celestiales de 1994, dirigida por Peter Jackson, y al director tradicionalista en The History Boys de Alan Bennett, filmada en 2006. Fue el falsificador en la película Victory de 1981 y también interpretó a Bartholomew Sholto en The Sign of Four (1983), a Desmond Fairchild en An Awfully Big Adventure (1995) y al abogado en Saving Grace (2000). Sus otros créditos cinematográficos incluyeron papeles en Henry VIII and His Six Wives (1972), Riddles of the Sphinx (1977), Coming Out of the Ice (1982), la película de Clint Eastwood Firefox (1982), El paciente inglés (1996), True Blue (1996), Fotografiando hadas (1997), Janice Beard (1999) y Pandaemonium (2000).

## Sherlock Holmes en la radio
Del 5 de noviembre de 1989 al 5 de julio de 1998, interpretó el papel principal de Sherlock Holmes en la radio en una serie de dramatizaciones de BBC Radio 4, con Michael Williams como el Doctor Watson. Más tarde, con Andrew Sachs como Watson, Merrison continuó interpretando a Holmes en la serie de pastiche con guion de Bert Coules The Further Adventures of Sherlock Holmes, cuya primera serie se emitió en 2002, la segunda en 2004, la tercera en 2008-2009 y el cuarto en 2010. Es el primer actor que ha interpretado a Holmes en adaptaciones de todos los cuentos y novelas de Arthur Conan Doyle sobre el personaje.

## Otras apariciones en radio
Merrison también ha aparecido en otras series de radio y obras de teatro de la BBC, incluidas Groosham Grange; Burn the Aeneid! por Martyn Wade; One Winters Afternoon; Sunday at Sant' Agata (en la que interpretó a Giuseppe Verdi); la adaptación de 2003 de Los cuclillos de Midwich de John Wyndham, en la que interpretó al Prof. Gordon Zellaby; Sr. Standfast; la adaptación de 2011 de Historia de dos ciudades (en la que interpretó al marqués de St. Evremonde); la adaptación radiofónica de 2006 de The History Boys (en la que interpretó a "The Headmaster", papel que repitió en el cine); y Strangers and Brothers.

## Filmografía seleccionada
- 1972 Henry VIII and His Six Wives como Weston
- 1977 Riddles of the Sphinx como Chris
- 1981 Victory como The Forger – The English
- 1981 Mark Gertler: Fragments of a Biography como Futurist
- 1982 Coming Out of the Ice como Bikov
- 1982 Firefox como Major Lanyev
- 1983 The Sign of Four como Bartholomew Sholto
- 1992 Rebecca's Daughters como Sir Henry
- 1994 Criaturas celestiales como Dr. Henry Hulme
- 1995 An Awfully Big Adventure como Desmond Fairchild
- 1996 El paciente inglés como Fenelon-Barnes
- 1996 True Blue como Jack Garnet
- 1997 Photographing Fairies como Gardner
- 1999 Janice Beard como Tobo
- 2000 Saving Grace como Quentin
- 2000 Up at the Villa como Archibald Grey
- 2000 Pandaemonium como Dr. Gillman
- 2001 The Discovery of Heaven como Theo Kern
- 2006 The History Boys como The Headmaster
- 2012 Bert and Dickie como Clement Attlee
- 2015 The Lady in the Van como Man In Confessional
- 2018 The Guernsey Literary and Potato Peel Pie Society como Mr. Gilbert